# ساندانسکی
نام شهری است در استان بلاگووگراد کشور بلغارستان.